# Castell de Beaumaris
El castell de Beaumaris, localitzat a Beaumaris, Anglesey al País de Gal·les, està inscrit a la llista del Patrimoni de la Humanitat de la UNESCO des del 1986 amb el nom de Castells i fortificacions del rei Eduard I a Gwynedd.
Es va construir com a part de la campanya de conquesta del nord de Gal·les. Va ser dissenyat per James de St. George i es va començar el 1295, però mai es va completar.